# Степишник, Милан
Милан Степишник (словен. Milan Stepišnik; 11 ноября 1910, Любляна — 18 ноября 1950, Кочевье) — словенский легкоатлет, метатель молота, знаменосец сборной Югославии на летних Олимпийских играх 1936 года.

## Биография
По образованию инженер-химик. Член атлетического клуба «Иллирия» (Любляна). Дважды чемпион Югославии: 1935 (результат 45,58 м) и 1937 (45,58 м). На Олимпиаде в Берлине был знаменосцем сборной Югославии. Выступал в метании молота в Берлине, но не преодолел квалификацию. Трижды чемпион Балканских игр: 1934 (результат 48,99 м), 1939 (49,55 м) и 1940 (54,42 м). Личный рекорд в 54,64 м установил в 1940 году.
Во время Второй мировой войны был арестован немцами и отправлен в концлагерь Дахау. В 1948 году предстал перед судом Любляны в ходе дела Диля и Освальда, обвинялся в сотрудничестве с оккупационными властями. Вместе с ещё семью людьми был приговорён к смертной казни через расстрел.